# Russula sect. Compactae
Russula sect. Compactae oder Nigricantinae (nach Romagnesi) ist eine Sektion aus der Gattung Russula, die innerhalb der Untergattung Compactae steht.

## Merkmale
Die Vertreter dieser Sektion haben meist große, kompakte Fruchtkörper mit einem kurzen stämmigen Stiel. Die Huthaut ist matt und glatt. Der Hutrand ist ungerieft und lange Zeit eingerollt, die Huthaut ist mit dem Hutfleisch (Trama) verwachsen, sodass sie sich nur schwer abziehen lässt. Stumpf weißliche, bräunliche oder gräuliche Farben sind kennzeichnend für den Hut; im Alter kann der Fruchtkörper auch fast ganz schwarz sein. Die Lamellen sind mit zahlreichen, unterschiedlich langen Lamelletten untermischt und niemals gegabelt. Das Sporenpulver ist weiß. Bei Verletzungen läuft das Fleisch oft rötlich an oder es graut oder schwärzt. Der Geschmack ist mild bis leicht schärflich, aber nur selten wirklich scharf. 
Die Huthaut (Pileipellis) setzt sich aus schlanken Hyphenzellen zusammen. Die Hyphenzellen der Epicuticula enthalten oft ein braunes Vakuolenpigment, Pileozystiden fehlen oder sind nur schwer zu finden. Die Zystiden in den Lamellen und die Basidien sind oft auffallend schmal oder schlank. Die Sporen sind nur schwach, feinwarzig ornamentiert. Der Hilarfleck ist nicht amyloid.
- Die Typart der Sektion ist Russula nigricans, der Dickblättrige Schwärz-Täubling.

## Systematik
Die Sektion Compactae oder Nigricantes, wie sie bei Romagnesi heißt, wird von Bon, Romagnesi und Sarnari mit der Schwestersektion Lactarioides (Plorantes) in der Untergattung Compactae zusammengefasst. Bei beiden Sektionen haben die Fruchtkörper eine ganze Reihe von ähnlichen makroskopischen Merkmalen. Beide haben einen kompakten Wuchs, zahlreiche Lamelletten, einen lange eingerollten Hutrand und festes Fleisch, um nur einige zu nennen. Mikroskopisch unterscheiden sich die Sektionen aber zum Teil erheblich. So besitzen die Arten aus der Sektion Compactae Sporen mit einem niedrigen, schwach ausgeprägten Sporenornament und der Hilarfleck ist nicht amyloid. Die Vertreter der Sektion Lactarioides hingegen haben kräftiges, amyloides Ornament und einen deutlich amyloiden Hilarfleck. Die Pigmentierung ist ebenfalls unterschiedlich. 
Die molekularbiologische Verwandtschaftsanalyse zeigt, dass die beiden Sektionen weit weniger nahe miteinander verwandt sind, als lange Zeit angenommen wurde. 
Der Schnecklingstäubling Russula camarophylla, der von Bon in die Sektion Compactae gestellt wird, zeigt keine nähere Verwandtschaft zu den anderen Vertretern der Sektion. Sarnari stellt ihn daher zusammen mit Russula archaea in die Sektion Archaeinae, ein Schritt, der auch durch die molekularen Daten gestützt wird.
| Deutscher Artname                                                                         | Wissenschaftlicher Artname | Autor                  |
| ----------------------------------------------------------------------------------------- | -------------------------- | ---------------------- |
| Dichtblättriger Schwärz-Täubling                                                          | Russula densifolia         | (Bull.) Fr. (1989)     |
| Dickblättriger Schwärz-Täubling                                                           | Russula nigricans          | Secr. ex Gillet (1838) |
| Kohlen-Täubling                                                                           | Russula anthracina         | Romagn. (1962)         |
| Schwarzanlaufender Täubling                                                               | Russula albonigra          | (Krombh.) Fr. (1874)   |
| Russula subnigricans                                                                      | Russula subnigricans       | (Hongo) (1955)         |
| Rauchbrauner Schwärz-Täubling                                                             | Russula adusta             | (Pers.) Fr. (1838)     |
| Scharfblättriger Schwärz-Täubling                                                         | Russula acrifolia          | Romagn. (1997)         |
| Russula densissima*                                                                       | Russula densissima*        | Romagn. (1980)         |
| Schnecklingstäubling                                                                      | Russula camarophylla       | Romagn. (1967)         |
| Der Artrang von mit einem Stern (*) gekennzeichneten Arten ist nicht allgemein anerkannt. |                            |                        |